# ISO 3166-2:US
ISO 3166-2:US é o subconjunto da Organização Internacional para Padronização código de região sub-nacional padrão ISO 3166-2, que pertence à Estados Unidos. Abrange os 50 estados, 1 distrito federal, 5 territórios, e uma coleção de 9 pequenas ilhas periféricas. A primeira parte do código é a de 2 caracteres do código de país ISO 3166-1 dos E.U., e a segunda parte do código é a de 2 caracteres, código região que é o mesmo que o abreviação postal dos E.U. (exceto Sobre.)
Cada um dos 5 territórios dos E.U. e da coleção de 9 pequenas ilhas periféricas dos E.U. também têm os seus próprios código de país ISO 3166-1. As 9 pequenas ilhas periféricas também têm os seus próprios 2 dígitos dos códigos de região ISO 3166-2:UM.

## Códigos
| Código | Bandeira e nome comum                      | Categoria           |
| ------ | ------------------------------------------ | ------------------- |
| US-AK  | Alasca                                     | estado              |
| US-AL  | Alabama                                    | estado              |
| US-AR  | Arkansas                                   | estado              |
| US-AS  | Samoa Americana                            | território distante |
| US-AZ  | Arizona                                    | estado              |
| US-CA  | Califórnia                                 | estado              |
| US-CO  | Colorado                                   | estado              |
| US-CT  | Connecticut                                | estado              |
| US-DC  | Distrito de Colúmbia                       | distrito            |
| US-DE  | Delaware                                   | estado              |
| US-FL  | Flórida                                    | estado              |
| US-GA  | Geórgia                                    | estado              |
| US-GU  | Guam                                       | território distante |
| US-HI  | Havaí                                      | estado              |
| US-IA  | Iowa                                       | estado              |
| US-ID  | Idaho                                      | estado              |
| US-IL  | Illinois                                   | estado              |
| US-IN  | Indiana                                    | estado              |
| US-KS  | Kansas                                     | estado              |
| US-KY  | Kentucky                                   | estado              |
| US-LA  | Luisiana                                   | estado              |
| US-MA  | Massachusetts                              | estado              |
| US-MD  | Maryland                                   | estado              |
| US-ME  | Maine                                      | estado              |
| US-MI  | Michigan                                   | estado              |
| US-MN  | Minnesota                                  | estado              |
| US-MO  | Missouri                                   | estado              |
| US-MP  | Marianas Setentrionais                     | território distante |
| US-MS  | Mississippi                                | estado              |
| US-MT  | Montana                                    | estado              |
| US-NC  | Carolina do Norte                          | estado              |
| US-ND  | Dakota do Norte                            | estado              |
| US-NE  | Nebraska                                   | estado              |
| US-NH  | Nova Hampshire                             | estado              |
| US-NJ  | Nova Jérsei                                | estado              |
| US-NM  | Novo México                                | estado              |
| US-NV  | Nevada                                     | estado              |
| US-NY  | Nova Iorque                                | estado              |
| US-OH  | Ohio                                       | estado              |
| US-OK  | Oklahoma                                   | estado              |
| US-OR  | Oregon                                     | estado              |
| US-PA  | Pensilvânia                                | estado              |
| US-PR  | Porto Rico                                 | território distante |
| US-RI  | Rhode Island                               | estado              |
| US-SC  | Carolina do Sul                            | estado              |
| US-SD  | Dakota do Sul                              | estado              |
| US-TN  | Tennessee                                  | estado              |
| US-TX  | Texas                                      | estado              |
| US-UM  | Ilhas Menores Distantes dos Estados Unidos | território distante |
| US-UT  | Utah                                       | estado              |
| US-VA  | Virgínia                                   | estado              |
| US-VI  | Ilhas Virgens Americanas                   | território distante |
| US-VT  | Vermont                                    | estado              |
| US-WA  | Washington                                 | estado              |
| US-WI  | Wisconsin                                  | estado              |
| US-WV  | Virgínia Ocidental                         | estado              |
| US-WY  | Wyoming                                    | estado              |